# Daniela Hunger
Daniela Hunger (Berlino Est, 20 marzo 1972) è un'ex nuotatrice tedesca.
Specializzata nello stile libero e nei misti, ha vinto 6 medaglie, tra cui due d'oro, ai Giochi olimpici di 
Seul 1988 e di Barcellona 1992.

## Palmarès
- Olimpiadi

Seul 1988: oro nei 200 m misti e nella staffetta 4x100 m sl, bronzo nei 400 m misti.
Barcellona 1992: argento nella staffetta 4x100 m misti, bronzo nei 200 m misti e nella staffetta 4x100 m sl.
- Mondiali

1991 - Perth: bronzo nei 200 m misti.
1994 - Roma: bronzo nella staffetta 4x100 m sl.
- Europei

1987 - Strasburgo: argento nei 200 m misti.
1989 - Bonn: oro nei 200 m e 400 m misti e nelle staffette 4x100 m e 4x200 m sl, argento nei 50 m sl.
1991 - Atene: oro nei 200 m misti e argento nella staffetta 4x100 m sl.
1993 - Sheffield: oro nei 200 m misti e nella staffetta 4x100 m sl.
1995 - Vienna: oro nella staffetta 4x100 m sl.
- Europei in vasca corta

1991 - Gelsenkirchen: oro nella 4x50m sl, argento nei 50 m sl e nei 100 m misti.
1992 - Espoo: oro nella 4x50m sl, argento nei 100 m misti.
1994 - Stavenger: bronzo nei 100 m misti.
- Vincitrice della Coppa del Mondo di misti nel 1992